# Damkarko II
Pour les articles homonymes, voir Damkarko (homonymie).
Ne doit pas être confondu avec Damkarko.
Damkarko II – entité indépendante de son homonyme départementale Damkarko – est une localité située dans le département de Bouroum de la province du Namentenga dans la région Centre-Nord au Burkina Faso. 

## Géographie
Dispersé en de nombreux centres d'habitations isolés, Damkarko II se trouve à environ 22 km au sud-est de Bouroum, le chef-lieu du département, et à environ 25 km au nord de Tougouri. Le centre du village, dit Damkarko Daga, est traversé par la route départementale reliant ces deux villes.

## Économie
Importante localité du sud du département en raison de ses équipements publics et de sa position sur la route entre Bouroum et Tougouri, l'économie de Damkarko II repose sur l'activité agro-pastorale ainsi que le commerce de son marché local.

## Éducation et santé
Damkarko II accueille un centre de santé et de promotion sociale (CSPS) tandis que le centre médical (CM) de la province se trouve à Tougouri.
Le village possède une école primaire publique de trois classes.